# Quartier des Halles (Le Mans)
Pour les articles homonymes, voir Quartier des Halles (homonymie).
Le Quartier des Halles, aussi nommé quartier de la Halle-aux-Toiles, Gambetta-Eperon, et parfois assimilé au quartier des Filles-Dieu est un quartier du Mans, dans la Sarthe. Il fut récemment renommé Courboulay en raison du centre des expositions du même nom s'y trouvant. Il est situé dans le secteur centre et fait donc partie des quartiers du centre-ville. Le quartier est situé en bordure de rivière, sur la rive gauche de la Sarthe. 
Le quartier connut son essor au XIXe siècle, en même temps que l'industrie et que le commerce fluvial s'installent dans la ville. Le chemin de fer viendra finalement remplacer les liaisons fluviales.  Géographiquement, il s'étend à l'est du quartier central Saint-Nicolas et de la place de la République. Il en est la prolongation nord sur les bords de la Sarthe par la rue Gambetta, aujourd'hui réservée aux tramways. Le quartier s'étend sur tous les quais aménagés en habitations, rue Paul Courboulay, jusqu'au Boulevard Demorieux, indiqué par le pont de fer. Au nord-est, on trouve la cité Plantagenêt et au sud-est le quartier de la gare sud.

## Quartier de Commerce
C'est en 1840 que le nouveau port du Mans est aménagé. La place de la République étant le maillon essentiel du commerce manceau, une voie doit être ouverte pour faire se joindre les deux pôles. C'est ainsi qu'est créée la rue du Port. Au sud de celle-ci, se trouve la place d'Alger, autrefois place de la Halle aux Toiles. Cette dernière est créée lorsque le quartier devient un lieu de commerce et d'industrie, dans le courant du siècle. Certains propriétaires donnent leurs terrains à la municipalité afin de percer de nouvelles rues. La Sarthe est alors une terre prospère pour la production de chanvre et le gros des ventes se fait au Mans. Le marché aux chanvres est inauguré en 1827 à la place des anciens abattoirs du quartier. Un nouveau marché au fil est édifié tout proche de la collégiale Saint-Pierre-la-cour, aux portes du Vieux-Mans. Puis c'est la création du « marché aux toiles » ", lieu populaire par excellence. Son importance est considérable, au point que la Halle aux toiles donne son nom au quartier. Elle est nommée « Halle aux toiles et au chanvre » et est inaugurée en 1843. La ville devient un pôle important pour la vente de textile. Aux halles, il se vend 300 à 400 pièces les jours de marché et les jours de foires, on atteint les 1000 à 1200 pièces vendues en une journée. En 1930, après la chute des activités dans la région, la halle perd son statut et plus aucun commerce n'y est effectué. Elle devient centre d'exposition et salle « à tout faire », accueillant concours d'aviculture, concerts, banquets populaires ou réunions politiques. Elle est finalement démolie en 1950.

## Architecture et constitution

### Partie Sud: place d'Alger, rue du docteur Leroy, rue d'Arcole

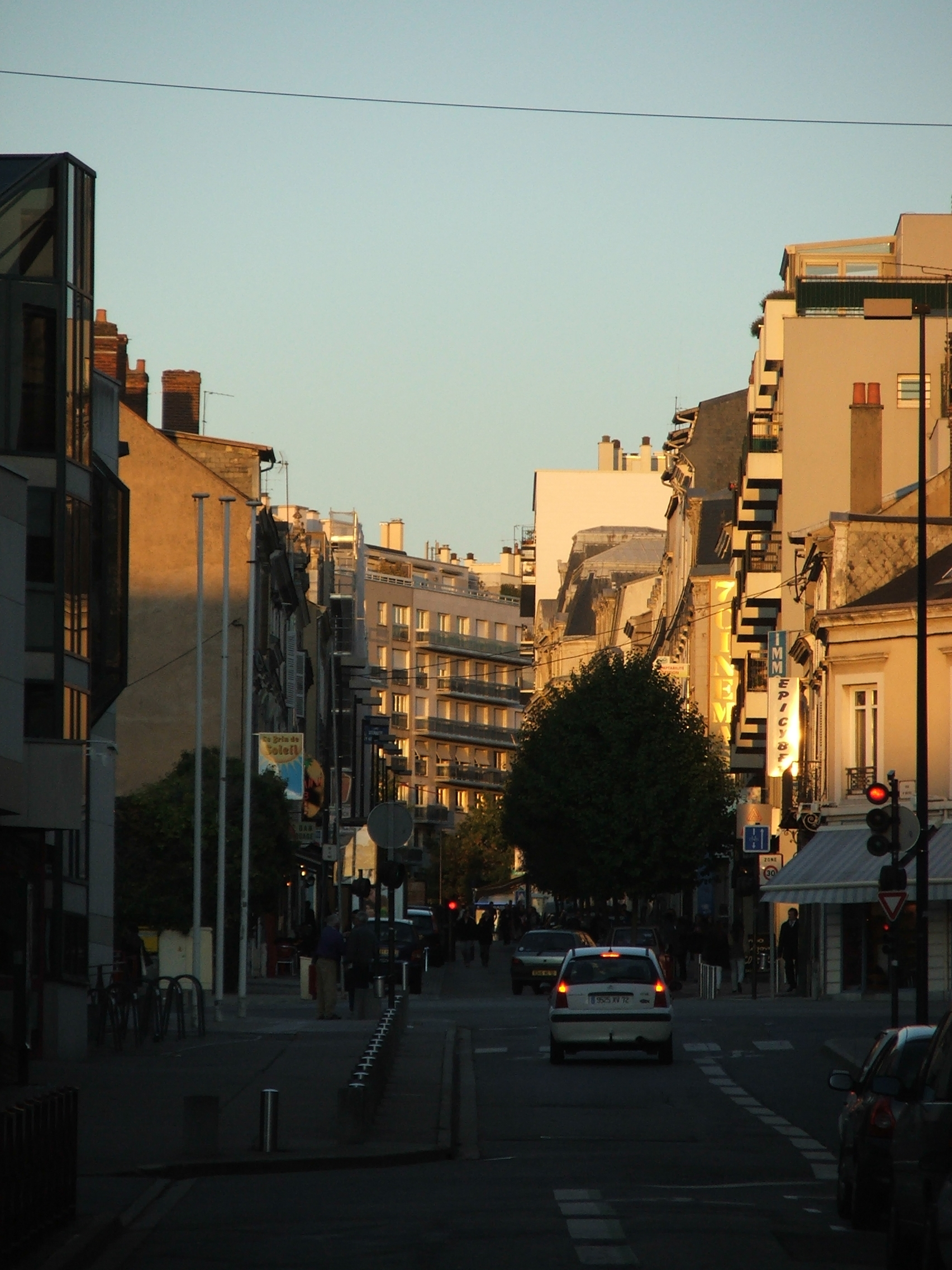
La rue du port au soleil couchant

Toutes les rues au sud du quartier portent des noms liés à la colonisation de l'Algérie par la France. Leur création s'est faite en 1842 et 1843. La place de la Halle aux Toiles est ouverte sur trois de ses quatre côtés par les rues du docteur-Leroy, du Port et d'Arcole. Les édifices sont bâtis de manière rapide, sans grands effets ornementaux et architecturaux. Cette partie du quartier ne possède pas d'unité architecturale. D'un côté, on trouve entrepôts et anciens locaux industriels, parfois valorisés à la suite de travaux de ravalement ; et de l'autre, l'architecture plus ou moins contemporaine a créé des immeubles majoritairement commerciaux devenus résidentiels au fil des siècles. La caractéristique de ces immeubles est de posséder de grandes baies vitrées, souvent ornées de linteaux métalliques. En 1848, seul le haut de la rue du Port est bâti. Quelques bâtiments témoignent toujours de cette architecture semi-commerciale, offrant des rez-de-chaussée et des entresols commerciaux. 
Puis, on trouve des traitements typiques de la maison d'angle avec des éléments de corniche aux étages. Rue de Constantine, on trouve des exemples de maisons bourgeoises du milieu du XIXe. La porte d'entrée est ainsi surmontée d'un tympan avec des motifs de menuiserie à croisillon. Cela est toujours visible sur les maisons les plus anciennes comme les 24 et 27 de la rue. Les maisons privées de la rue de la Halle au Toile possèdent des ornements plus fins avec des frises sous les corniches des fenêtres au premier étage. Symbole de la bourgeoisie mancelle, ces maisons sont également encadrées par des pilastres. Le reste du quartier se bâtit dans la deuxième moitié du XIXe siècle. La deuxième moitié de la rue du Port est ainsi composée d'une ornementation foncièrement différente de la première. Ce sont en grande majorité des immeubles bourgeois. 
L'édifice le plus monumental de la rue du Port est une maison particulière datant de 1897. Elle est composée d'un balcon métallique soutenu de grosses consoles aux deux fenêtres centrales du premier étage. Cette composition est surmontée d'une vaste lucarne à fronton brisé. Plusieurs ouvertures rectangulaires ou plein cintre sont dissimulées sur la façade au gré de leurs positions. L'ensemble est ornementé de pilastres, sculptures et moulures diverses. Pour la majorité des maisons côté pair de la rue du Port, les garde-corps comme les balcons possèdent des dessins bien plus complexes que les réalisations similaires du début du siècle. Les représentations sont bien plus fines et plus précises. Des immeubles comme celui situé à l'angle de la rue du port et de la rue de Constantine présentent des ouvertures très larges et très hautes, plus que les résidences d'habitation. Les frontons sont à tympan sculpté et soutenus par deux pilastres qui encadrent et soutiennent les fenêtres du deuxième étage. Les ouvertures sont ainsi plus larges que hautes et le travail en pierre de taille est important. Puis, quelques maison témoignent du début du siècle comme c'est le cas au milieu de la rue Constantine. Au 26, la façade plate est signée Maurice Levesque. Les ornementations diverses sont toutes d'inspiration florale. La composition est très classique et est le symbole de l'architecture recherchée par les bourgeois au début du XXe.

### L'ilot des Halles: rues Lecornué, Pasteur et Vert-Galant

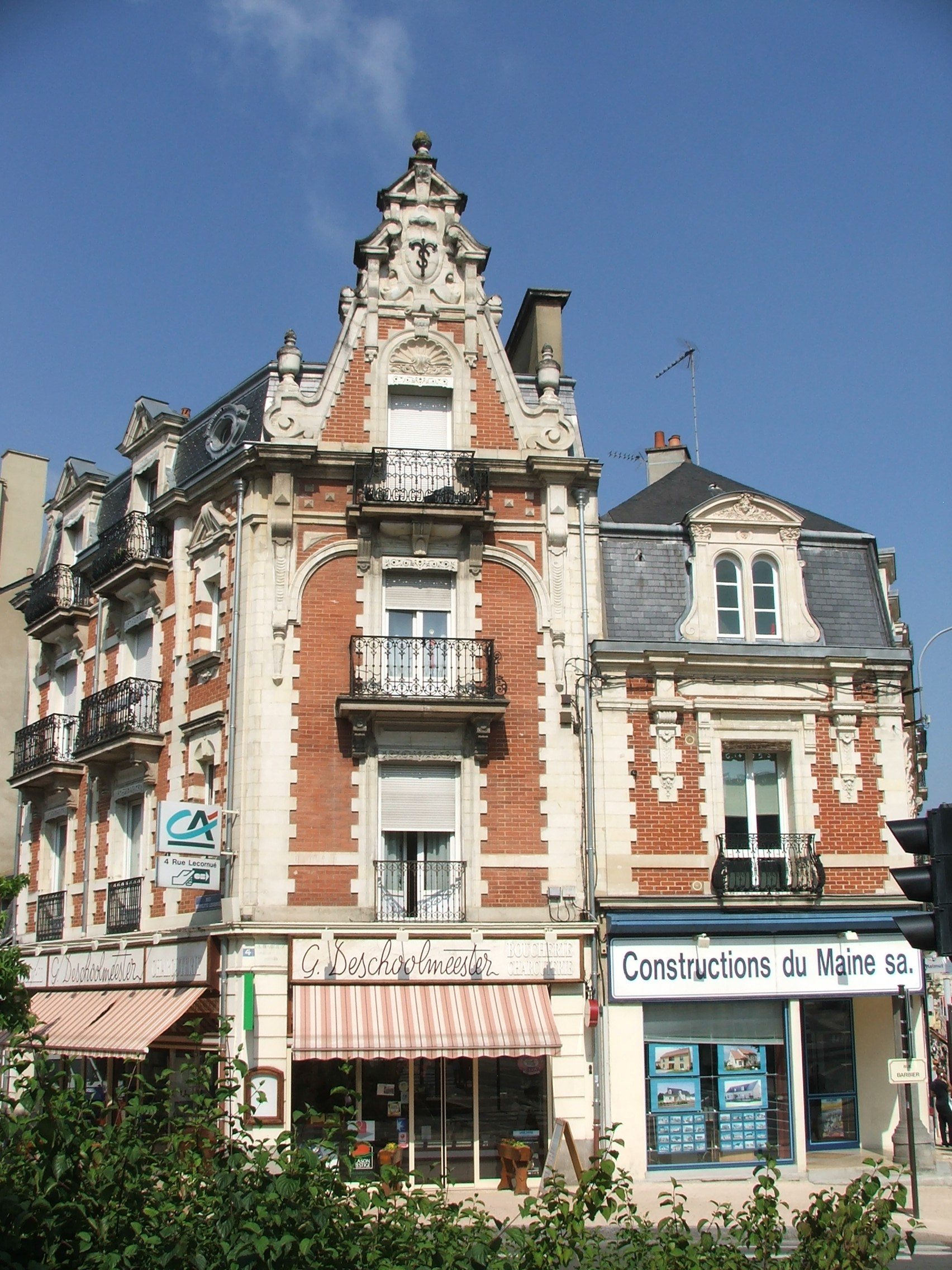
Angle des rues Gambetta et Lecornué

Un îlot est situé entre les rues Barbier, Pasteur, Pesche et Vert-Galant. Il s’agit d’un découpage de parcelles traditionnelles de la fin du XIXe et du début du XXe. La structure globale est largement marquée par la brique, la pierre de taille avec des moellons enduits d’une juste répartition. À l’angle de la rue Barbier et de la rue du Vert-Galant, les bâtiments conservent une allure industrielle. Autrefois, la manufacture « Crochard et Fils » occupait les deux bâtiments actuels. Les deux immeubles sont de la fin du XIXe. Tous deux sont composés de grandes baies vitrées séparées de piliers en briques et de pierre à bossages. Au fur et à mesure des aménagements, le bâtiment d’angle fut recouvert d’un ton crème.
Le pont Gambetta qui ouvre la voie vers les quartiers Saint-Lazare et Le Pré est édifié en 1811. À l’époque, il prend le nom de pont Napoléon. Après cela, encore faudra-t-il raccorder le pont à la place de la république. Il faut donc redresser le chemin conduisant de la place de l’Eperon à l’ancien port. La partie haute de la rue Gambetta, au-delà de la place de l’Eperon, est aménagé dans la première moitié du XIXe. Tous les bâtiments d’angle de la rue sont imposants et architecturés de manière très classique. Les demeures sont aujourd’hui encore marquées des petites corniches à l’étage, étage noble, et de corniches supérieures à denticules. On trouve encore dans cette rue, des bâtiments à rez-de-chaussée commercial et entresol carré. C’est le cas pour l’hôtel no 2 de la rue.     
Entre les rues Gambetta et H.Lecornué, le traitement des façades est identique à la majorité des autres. La pierre est cependant plus présente que la brique rouge. Seul le no 2 de la rue offre de la pierre blanchie couvrant la brique. L'hôtel est marqué à son fronton par une composition impressionnante de style baroque. Le no 6 de la même rue présente une maison de maître réalisée par les architectes Carré et Lemaître et datant de 1919. Représentative de cette époque, l'habitation offre une façade plate rompant avec le décor classique, tout en possédant une ornementation fine et délicate. Enfin, la no 10 fut réalisée par l'ingénieur Raoulx en 1887. Elle possède la particularité de posséder une travée latérale de pierre uniquement chevauchant directement un immeuble situé à l'angle de la rue Pasteur. Les deux styles architecturaux s'opposent violemment à l'œil. La rue Pasteur boucle l'ilot des halles. Au no 41, l'architecture est entièrement faite de brique et d'enduit. La brique jaune est utilisée pour l'appareillage d'une travée en avant-corps et surmontée d'un fronton à pignon. La brique rouge alterne avec la pierre pour former l'arc des ouvertures. À l'angle des rues Pasteur et Vert-Galant, un immeuble construit massivement de briques est ornementé de bois, notamment pour supporter les deux verrières superposées des deux étages. Un alignement est situé entre les rues Pasteur et Barbier. La majorité des immeubles ici présents possèdent des architectures reflétant une ancienne activité commerciale ou artisanale. Le no 3 de la rue du vert-Galant a été réalisé dans un style néo-renaissance.

## L’hôpital général
Au XVIIe, la France est atteinte par la famine et le Maine ne fait pas exception. La province est même grandement touchée. De nombreux habitants de communes rurales viennent au Mans en quête de soulagement et surtout de pain. En 1650, le nombre d’immigrés est trop important. L’hôpital de Coeffort à la Mission n’est plus en mesure de les accueillir. Les halles, les églises et les étals de marché deviennent des terres d’accueil pour ces indésirables. Peu de temps après, une épidémie survint. La Curie dut alors s’occuper d’emmener les malades aux hôpitaux Saint-Lazare, du Sépulcre et de Coulaines. Mais ceux-ci ne suffirent bientôt plus. Le Mans bénéficie d’une décision royale comme d’autres villes de France, pour la construction d’un hôpital général. Les travaux sont engagés sur la rive gauche de la Sarthe en 1662. Le complexe est doté d’une maison de pénitence destinée à l’enfermement des filles de mauvaise vie. Mais on y enferme également les enfants trouvés ou jugés aliénés. L’hôpital accueille également les vieillards, les infirmes et les incurables. En ce qui est des simples malades, on n’a même pas assez de place pour les loger. Ils sont envoyés à Coëffort. Au XVIIIe, celui-ci tombe en ruine et on décide d’agrandir l’hôpital général afin d’accueillir les patients « courants ». Un nouvel hôtel-dieu voit le jour aux côtés de l’hôpital en 1769. En 1834, les aliénés et les fous sont transférés au Gué de Maulny, à l’hôpital Etoc-Demazy, dans l’actuel quartier de la gare sud. En 1885, on décide du déplacement de l’hôpital. Le but est d’abord de l’éloigner du centre de la ville, alors en pleine expansion et de permettre de libérer un grand terrain constructible sur un secteur en plein aménagement. Finalement, il est inauguré aux portes ouest de la ville, sur la route menant à Laval, en 1891. L'actuel centre hospitalier du Mans y est toujours situé.

## L'usine et le dépôt des tramways

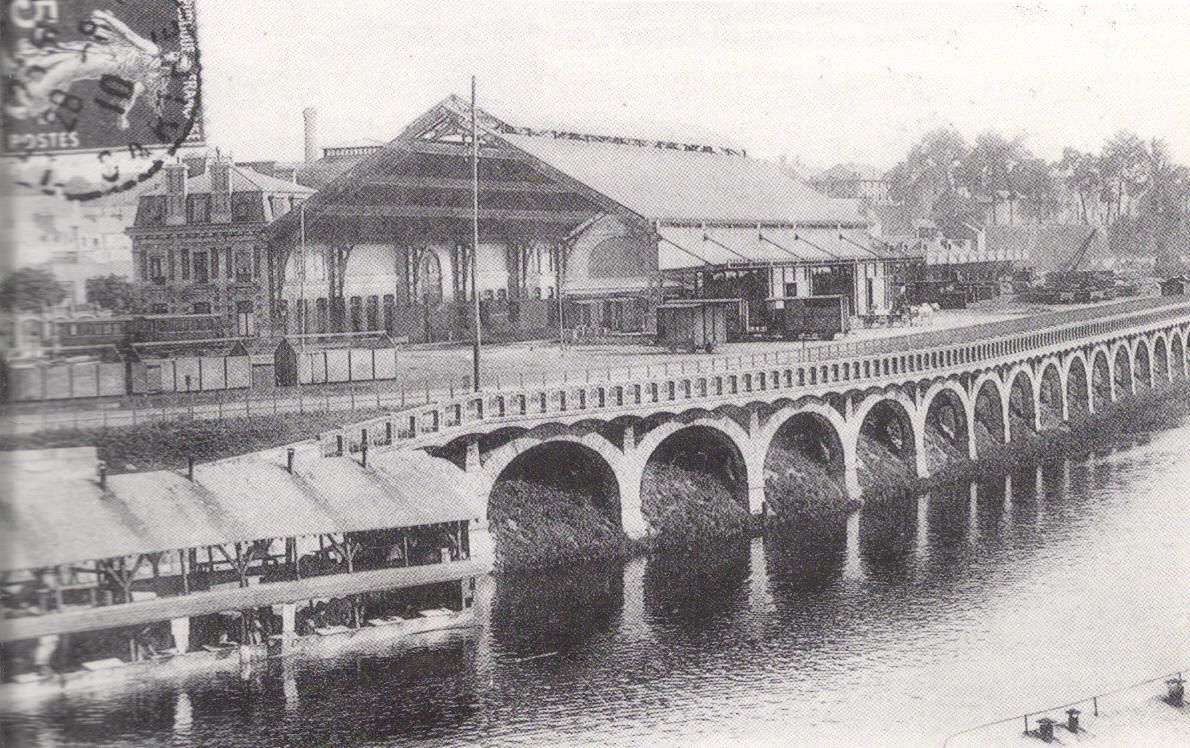
L'ancien dépôt sur la rive gauche

À partir du 21 juin 1897, fonctionne l'ancien tramway du Mans. Après le déménagement de l'hôpital, un immense terrain se trouve inoccupé. La COE, compagnie chargée d'organiser le fonctionnement du tramway, achète une parcelle de 5 000 m2 pour 80 000 francs. L'emplacement est celui de l'actuelle médiathèque Louis-Aragon, au croisement de la rue du port et de la rue Barbier. L'emplacement est utilisé dès 1897. Sur 250 m2, trois chaudières alimentent deux dynamos. La grande cheminée d'évacuation, est haute de 35 mètres. Une seule dynamo est longue de près de 20 mètres et son volant fait 6 mètres de diamètre. À côté de l'usine, on trouve le dépôt où sont stockées et réparées les voitures du tramway. Il est grand d'environ 1 700 m2 et est achevé en 1898. Pendant longtemps l'inscription indiquant la date en mise de service du tramway fut visible sur la façade du bâtiment. Le 1er avril 1913, un nouveau groupe électrogène est installé. Produit par Thomson-Houston, il produit 350 kW et est composé d'une machine à vapeur de système Pignet avec deux cylindres à tandem. C'est déjà une passation de pouvoir entre ancien et nouveau matériel. Néanmoins, même les machines les plus anciennes fonctionnent toujours. En 1926, on réalise des transferts depuis le centre du tramway de Rennes. On amène de Bretagne une batterie d'accumulateurs dans le but de pallier l'insuffisance du plus ancien des groupes électrogènes. En 1929, l'usine est agrandie. La même année, une grosse commande de six nouvelles voitures est passée auprès de Carel et Fouché, fameuse entreprise mancelle. En 1932, l'usine électrique est devenue obsolète. La COE décide de passer contrat avec la Lyonnaise de l'éclairage afin que celle-ci lui vende l'électricité nécessaire au bon fonctionnement des transports. Le réseau de tramway comme l'usine seront démantelés avant d'être remis en service, 60 ans plus tard, en novembre 2007.

## Architecture contemporaine
- L'immeuble Le Couteur est une HLM situé sur la rive gauche, en face du port du Mans. Son architecte est Jean Le Couteur, élève de Le Corbusier. Ce HLM date de 1954. La barre HLM est considérée comme avant-gardiste car illustrant une vision quasi uniquement fonctionnelle de l'architecture. À l'époque de la création de l'immeuble, le Vieux-Mans était entièrement insalubre, or la démographie de la ville était galopante. C'est également l'époque de la création de la ZUP d'Allonnes, et l'architecte a tenté d'allier fonctionnalité à plaisir. Ainsi les chambres et les salles de séjour sont toutes orientées vers la Sarthe pour offrir une vue agréable. L'architecte a également souhaité créer quelque chose de novateur et de résolument différent face au Vieux-Mans qui n'est situé qu'à quelques mètres plus à l'est[1]. Le Corbusier, lui, s'attellera à réfléchir au village coopératif, au nord de la Sarthe, à Piacé. Projet entamé en 1934, il ne verra jamais le jour[2]. L'opération des logements sociaux des Halles est quant à elle, entièrement revêtue de briques du côté de la rue Pasteur. En 1990, le développement du quartier est achevé avec la création d'un marché couvert doté de commerces, ainsi que des derniers logements.

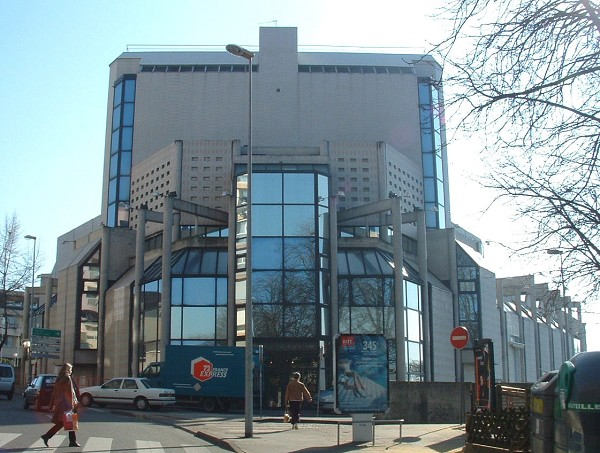
Palais des Congrès et de la culture

- Le Palais des Congrès et de la culture (PCC) fut conçu en 1982 par les architectes Fabre et Perrottet. Il se situe en haut de la rue d'Arcole, sur la butte dite du Greffier, offrant une belle vue sur les quartiers ouest. Le palais est à la jointure des quartiers Halles, Gare Sud et Gare Nord; il est souvent difficile de savoir dans quel quartier le placer. Son architecture est faite de béton et de verre, elle joue sur les contreforts de la hauteur de la butte. Les hauts murs de l'édifice ont été soigneusement carrelés afin de donner une tonalité transparente variant au rose en fin de journée. De plus, cela permet de laisser s'engouffrer la lumière dans le grand hall et dans la salle d'exposition. Adulé pendant les années 1980 pour sa pureté architecturale et la maîtrise de ses volumes[3], l'œuvre est aujourd'hui décriée pour posséder une architecture très marquée et trop ancienne. Des événements comme le forum Le Monde-Le Mans s'y déroulent chaque année. Cependant, le vendredi 3 juillet 2008, le sous-sol et l'entrée du palais sont ravagés par un incendie. Il faudra plus de six heures aux pompiers pour maîtriser l'incendie[4].

- La médiathèque Louis Aragon est la première médiathèque à s'implanter dans la ville. Elle est créée en 1988 et dispose d'un fonds multimédia jusque-là jamais disponible dans la ville. La médiathèque dispose de 7 800 m2 dont 4 000 destinés à l'accueil du public, le reste permettant de stocker les ouvrages dans les réserves[5]. Située au croisement des rues du Port et Barbier, elle présente un volume pur bâti autour d'une cour interne, sorte de patio permettant au public de lire en plein air. Cela permet également de protéger le bâtiment des bruits extérieurs, notamment de la circulation. À l'intérieur du patio, on trouve une sculpture représentant un livre ouvert sur une page blanche, symbole du travail de l'écrivain. Elle dispose d'une salle d'exposition et d'une salle de conférence nommée l'auditorium.

## Géographie
| Saint-Georges | Quartier du pré               | Cité Plantagenêt           |
| Saint-Georges | Quartier des Halles (Le Mans) | Saint-Nicolas - République |
| Gare Sud      | Gare Nord                     | Gare Nord                  |